# 구사쓰정 (히로시마현)
구사쓰정(일본어: 草津町)은 일본 히로시마현 사에키군에 존재했던 정이다. 1889년의 정촌제 시행에 의해 구사쓰촌이 성립하여, 1909년에 정으로 승격해 구사쓰정이 되어, 1929년 4월 1일, 히로시마시에 편입, 합병되어 소멸하였다. 
현재의 히로시마시 니시구에 해당한다.